# Jan z Avily
Svatý Jan z Avily, někdy též Jan z Ávily (španělsky Juan de Ávila; 6. ledna 1500 Almodóvar del Campo, Ciudad Real – 10. května 1569 Montilla) byl římskokatolický kněz, duchovní vůdce a autor duchovních spisů, kterého papež Benedikt XVI. v neděli 7. října 2012, v den zahájení 13. všeobecného zasedání biskupského synodu na téma „Nová evangelizace pro předávání křesťanské víry“, prohlásil společně se svatou Hildegardou z Bingenu za učitele všeobecné církve.
Udržoval písemný kontakt s dalšími soudobými světci – Ignácem z Loyoly, Terezií z Avily a Janem z Boha.